# Couscous

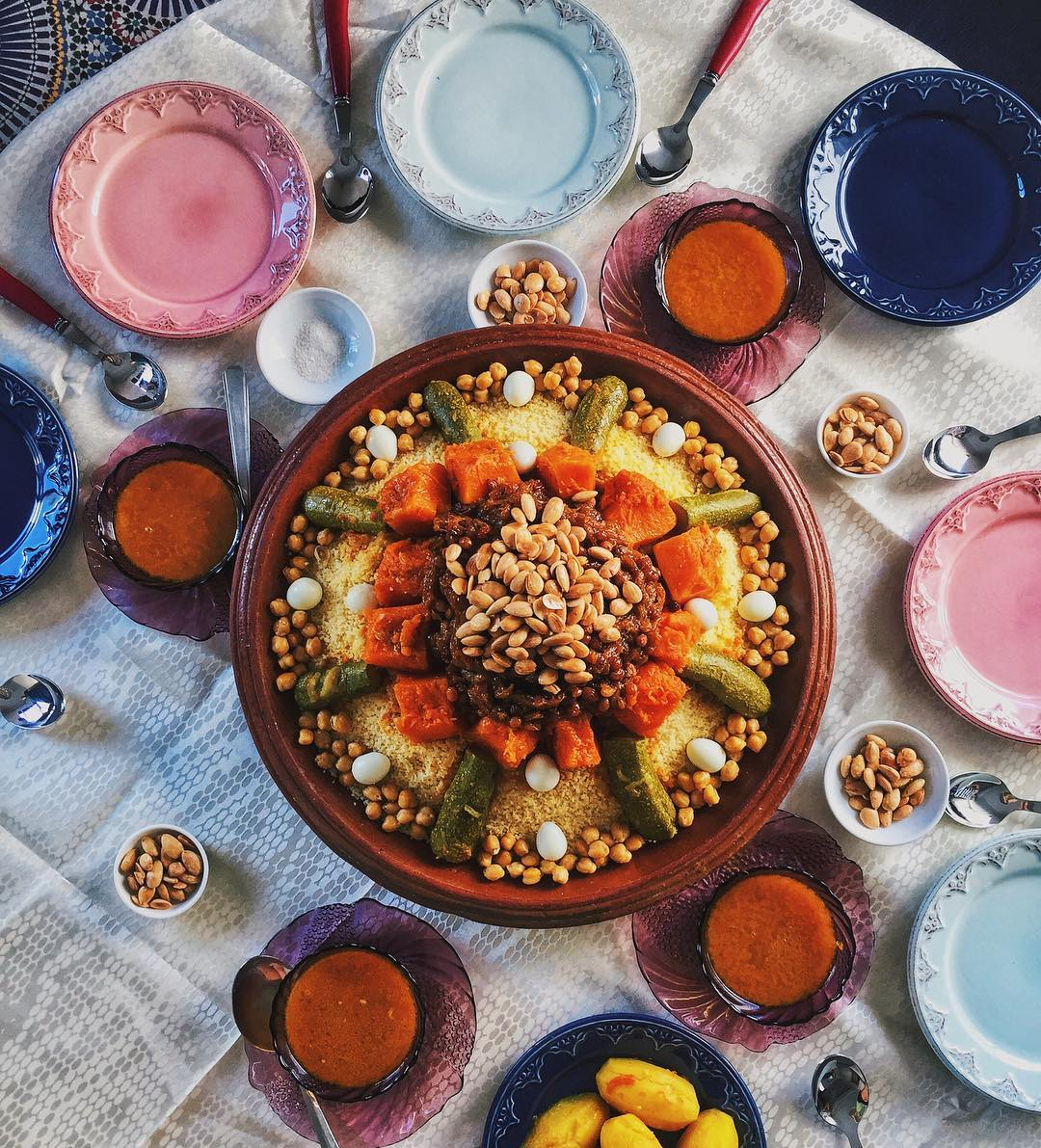
Couscous-Gericht

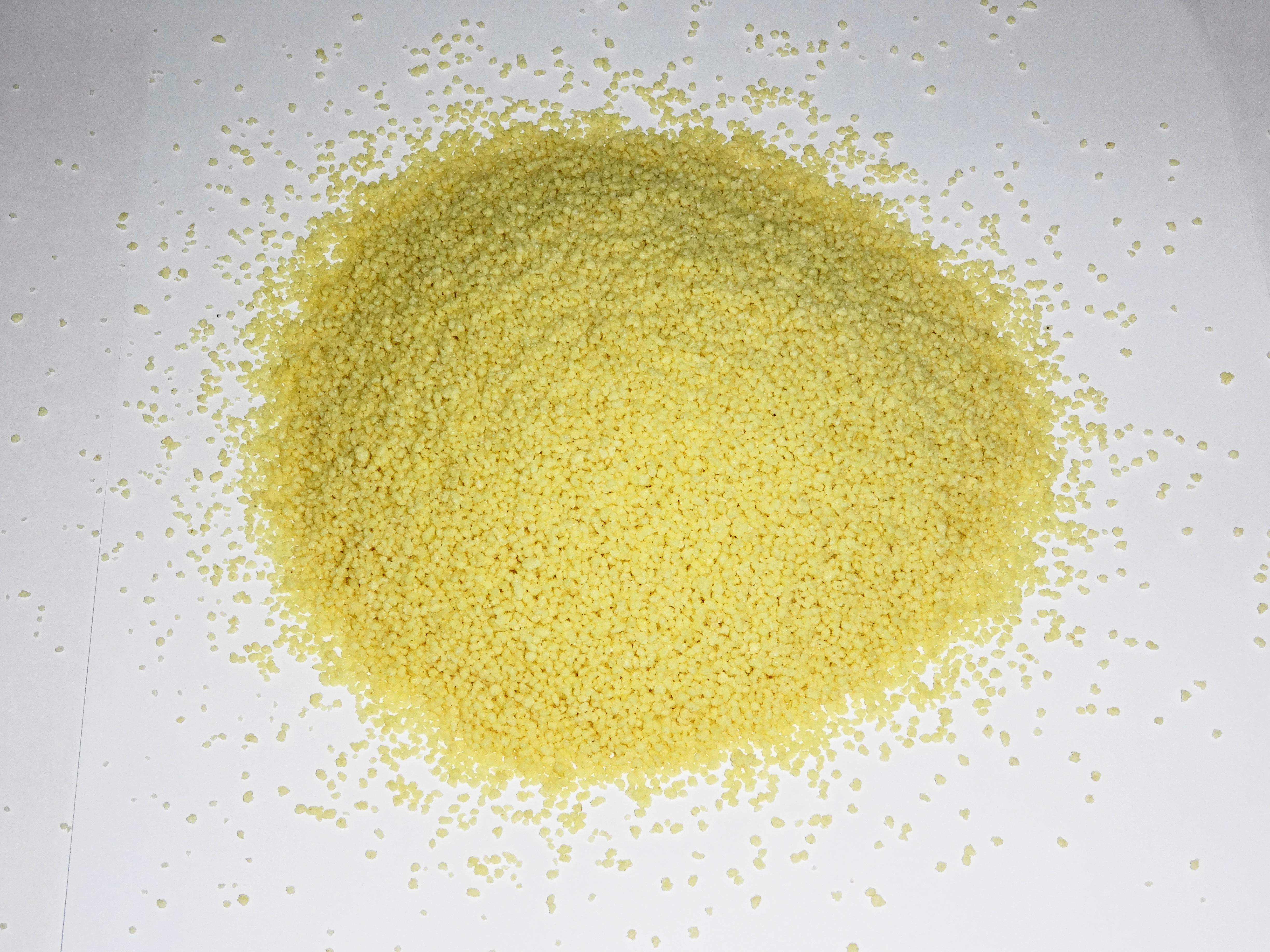
Ungegarter Couscous

Couscous, Cous Cous oder berberisch Kuskus (Tamazight: Seksu, arabisch كسكسي, DMG kuskusī) ist ein Gericht der nordafrikanischen Küche. Die Grundlage besteht aus befeuchtetem und zu Kügelchen zerriebenem Grieß aus Hartweizen (Hartweizengrieß), Gerste oder Hirse (Tamazight ⵉⵍⵍⴰⵏ illan, سميد / samīd / ‚Feinmehl‘, französisch Semoule, englisch Semolina). 
Der Grieß wird zum Garen nicht gekocht, sondern über kochendem Wasser oder einem kochenden Gericht gedämpft. Im Jahr 2020 wurde Couscous in die UNESCO-Liste des immateriellen Kulturerbes der Menschheit aufgenommen.

## Zubereitung

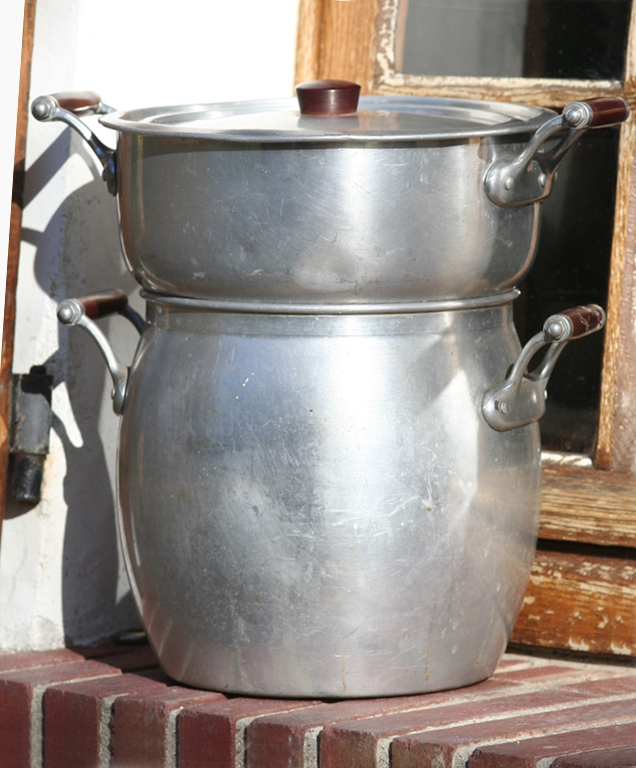
Couscousière

Der Grieß (oder die Semoule) ist als Grundlage Hauptbestandteil oder Beilage zahlreicher Couscous-Ausführungen mit verschiedenen Gemüsesorten wie Tomaten, Karotten, Kürbissen, Zucchini, Kohl, Kichererbsen und in vielen Fällen Geflügel, Rind oder Lamm, aber auch Fisch. Gewöhnlich werden Gemüse und Fleisch besonders grob geschnitten. Anstelle einer Sauce wird das Gericht mit einer Bouillon serviert. Typische Gewürze, die zum Gesamtgericht hinzukommen, sind Ras el-Hanout und für die Schärfe Harissa, das auch zum individuellen Nachwürzen gereicht wird.

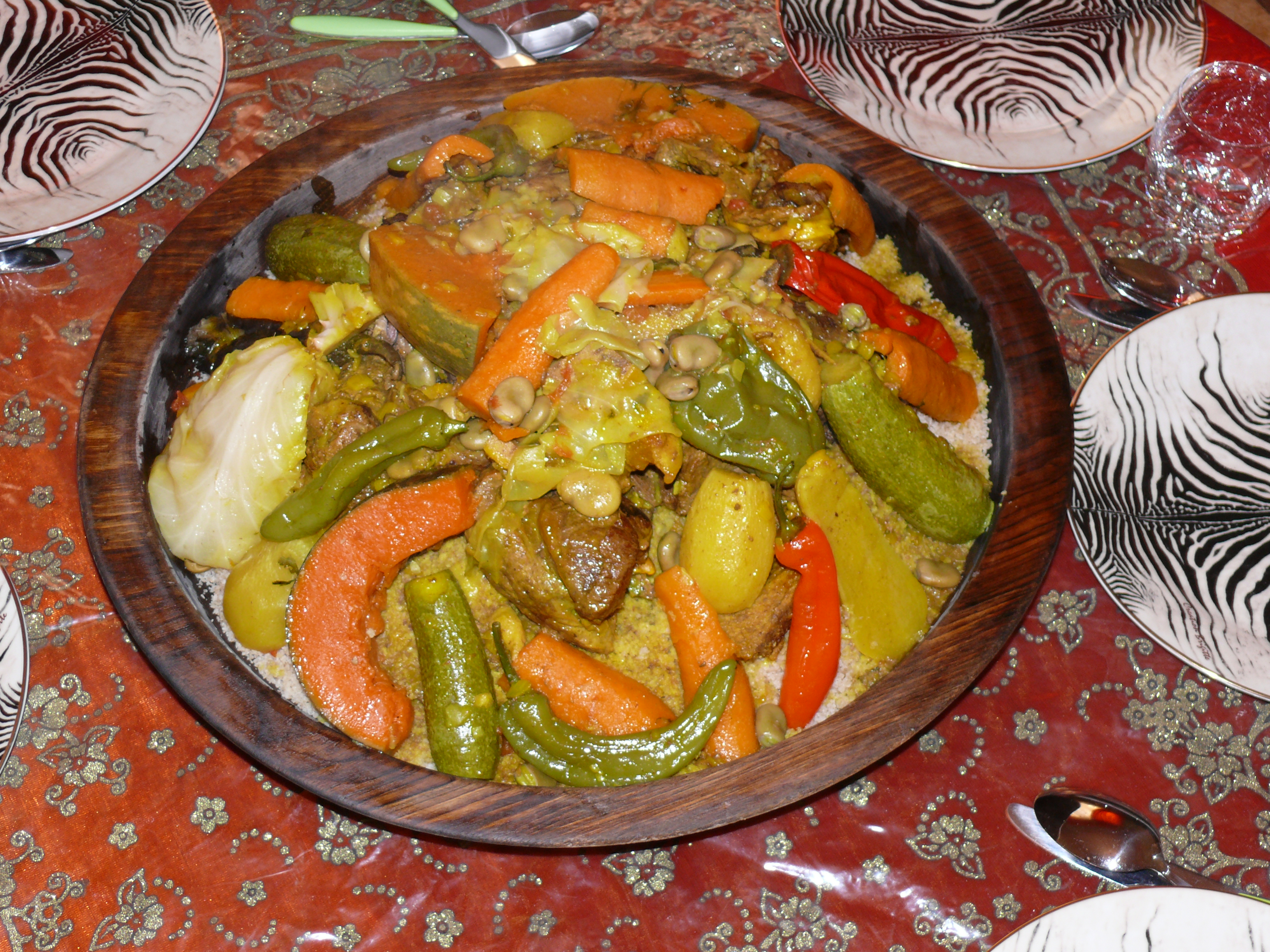
Couscous mit Kamelfleisch und Gemüse, Südmarokko

Die Zubereitung geschieht traditionell in einer Couscousière (Tamazight ⵜⴰⵙⴽⵙⵓⵜ Tasksut). Im Topf werden das Gemüse und die weiteren Zutaten gekocht, im Aufsatz wird durch den aufsteigenden Dampf der zuvor angefeuchtete Grieß gegart, der auf diese Art weich und körnig bleibt, ohne zu verkleben, wie es bei einer Zubereitung im Wasser geschähe. Während des Dämpfens und Quellens wird er mehrmals vom Feuer genommen und aufgelockert, dann wieder aufgesetzt und zum Schluss mit etwas Olivenöl oder Butter vermengt.
Die Couscousière kann durch ein Sieb oder Ähnliches und einen passenden Topf ersetzt werden. Traditionell wird der Grieß auf einem großen Teller angerichtet, Fleisch und Gemüse grob dazugelegt und die Bouillon in einer Extraschüssel dazugestellt. Gegessen wird Couscous in Nordafrika üblicherweise gemeinschaftlich und, wie die meisten anderen Gerichte der traditionellen Küche, ohne Verwendung von Besteck. Für die Brühe kommen Löffel zum Einsatz. Zum Greifen der Fleisch- und Gemüsestücke wird Weißbrot verwendet, das so gehandhabt werden sollte, dass sich die Esser die Finger möglichst nicht beschmutzen.

## Herstellung und Begrifflichkeit

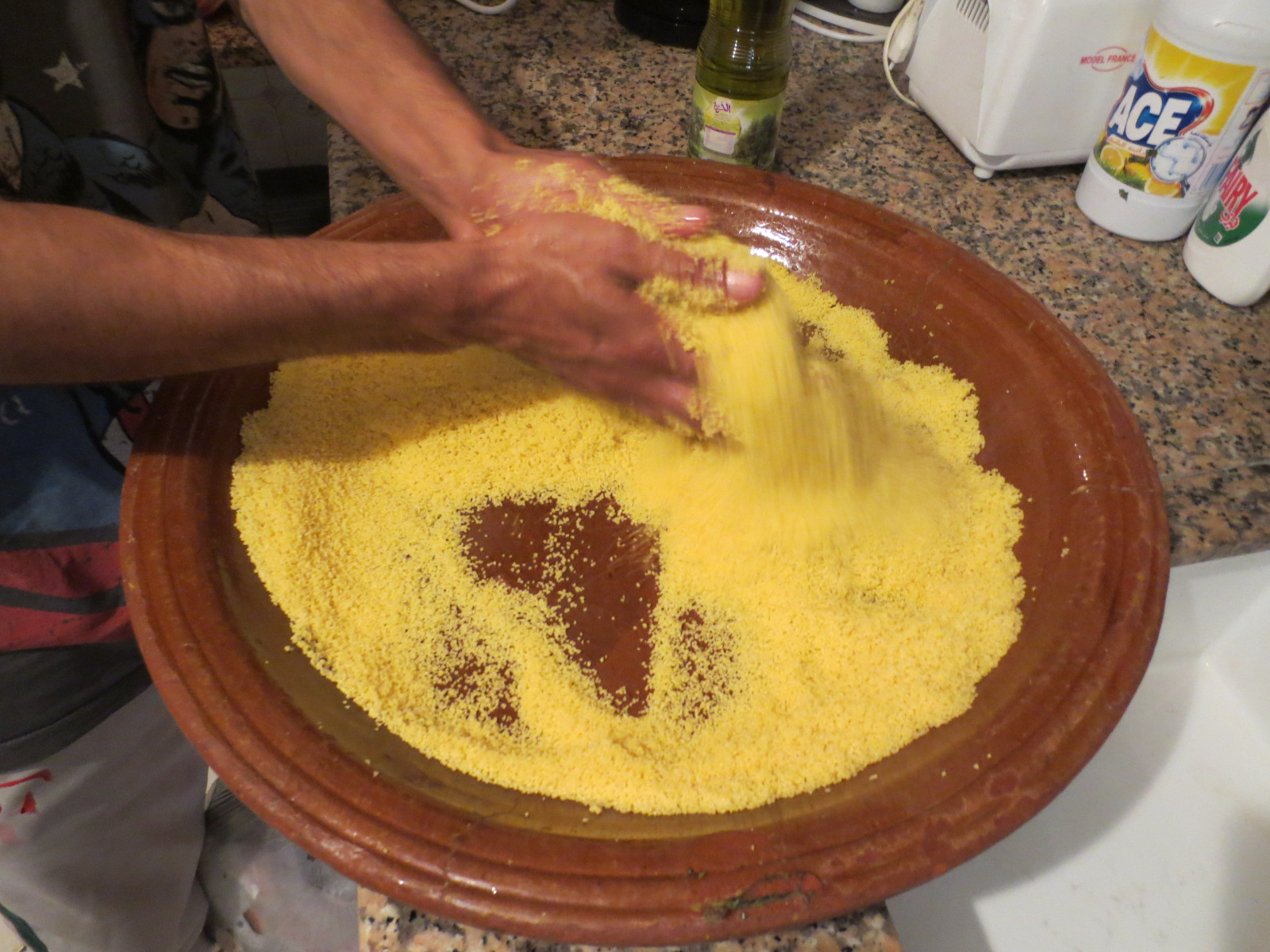
Herstellung von Couscous per Hand

Der Grieß wird bei der Herstellung zuerst, eventuell mit Zugabe von etwas Mehl, ausgebreitet und mit Salzwasser besprenkelt, so dass sich nicht zu feuchte, tropfengroße Klumpen bilden. Dann werden die Klumpen zwischen den Handflächen leicht zerrieben und dabei in etwa 1–3 mm große Kügelchen geformt. Zu kleine werden wiederholt ausgesiebt, erneut befeuchtet und gerieben, bis der Grieß verbraucht ist. Zwischenzeitlich wird trockener Grieß dazugegeben, falls die Körner aneinander haften. Schließlich wird er getrocknet und kann dann längere Zeit gelagert werden. Teilweise wird Couscous mit Kürbissen orange – wie in Tunesien – oder mit Safran gelb – wie in Algerien – gefärbt.
Heutzutage wird der Grieß als vorgegartes und getrocknetes Instantprodukt, das nur noch in heißem Wasser aufquellen muss, meist industriell hergestellt. Zur Kennzeichnung des Verwendungszwecks ist auf den Packungen oft Couscous verzeichnet, wodurch sich eine gewisse begriffliche Unschärfe ergibt, da Couscous eigentlich das Gericht bezeichnet und nicht Grieß bedeutet. Besonders in Nordafrika wird der Grieß noch häufig von den Hausfrauen selbst gemacht. 
Dem Grieß ähnlich in Aussehen, Geschmack und Anwendung ist der in der Küche Vorderasiens beheimatete Bulgur. Im Unterschied zu Couscous ist Bulgur jedoch kein Grieß, sondern eine Weizengrütze.

## Verbreitung und Legende
Außer in Nordafrika ist Couscous durch Einwanderer heute auch in Teilen Europas verbreitet, vor allem in Frankreich. Man findet Couscous in vielen Supermärkten westlicher Länder. Auf Sizilien, vor allem im Westen um die Stadt Trapani, hat sich Couscous seit der arabischen Herrschaft im Mittelalter als traditionelles Gericht halten können und wird auch heute noch in fast jedem Restaurant angeboten. In Israel wurde Couscous durch jüdische Einwanderer aus arabischen Ländern seit 1948 zu einem Bestandteil der nationalen Küche – auch weil sich Couscous als preiswerter Reisersatz für persische Juden eignete, die so ihre traditionell auf Reis basierende Küche beibehalten konnten.
Couscous war der Legende nach eine himmlische Gabe für hungernde Berber. Als die Engel sahen, dass die Menschen Hunger litten, begannen sie zu weinen, und aus ihren Tränen sollen essbare Getreidekörner geworden sein.

## Inhaltsangaben
Couscous enthält im getrockneten (ungegarten) Zustand je 100 Gramm 77,4 g Kohlenhydrate (davon 5 g Ballaststoffe), 0,64 g Fett und 12,8 g Proteine. Der Energiegehalt beträgt 1574 kJ (376 kcal). Couscous ist reich an einigen B-Vitaminen (besonders Vitamin B1, B3 und B5), an Mineralstoffen sind v. a. Phosphor, Kupfer und Mangan in größerer Menge enthalten.